# 183 f.Kr.

## Händelser

### Efter plats

#### Romerska republiken
- Romerska kolonier etableras vid Mutina (nuvarande Modena), Pisa och Parma i norra och centrala Italien.
- Den romerske generalen Scipio Africanus avlider i Liternum i Kampanien.
- Den romerske statsmannen Titus Quinctius Flamininus skicka till kung Prusias I:s av Bithynien hov, för att kräva att den förre karthagiske statsmannen och generalen Hannibal utlämnas. När Hannibal får veta, att Prusias tänker gå med på de romerska kraven och därmed förråda honom, förgiftar han sig själv i byn Libyssa i Bithynien.

#### Grekland
- Staden Messene gör uppror mot det achaiska förbundet. När förbundets general Filopoemen intervenerar, för att försöka kontrollera upproret, blir han under ett bakhåll infångad och fängslad. Därefter erbjuds han att ta gift, för att dö en ärorik död.

## Födda
- Publius Cornelius Scipio Nasica Serapio, konsul 138 f.Kr., som kommer att spela en viktig roll i mordet på Tiberius Gracchus genom att leda en grupp konservativa senatorer och andra riddare i opposition mot Gracchus hans anhängare (död 132 f.Kr.)

## Avlidna
- Publius Cornelius Scipio Africanus Major, romersk statsman och general, berömd för segern över den karthagiske ledaren Hannibal i slaget vid Zama 202 f.Kr., vilket har gjort slut på det andra puniska kriget och gett honom tillnamnet Africanus (född 236 f.Kr.)
- Filopoemen, grekisk general och statsman, strategos i det achaiska förbundet vid åtta tillfällen och en viktig person i Spartas nedgång som grekisk stormakt (född 253 f.Kr.)
- Hannibal, karthagisk statsman, militärledare och taktiker, en av historiens stora fältherrar, som har fört befälet över de karthagiska styrkorna mot Rom under det andra puniska kriget (född 248 f.Kr.)